# 王静之
王静之（1916年11月—2011年4月6日），河南孟州人。曾任西藏民族学院党委书记、西藏自治区人大常委会副主任。

## 简历
1935年考入河南大学，期间参加了“一二·九”运动，1937年10月加入中国共产党。曾任豫皖苏军区独立旅政治部组织科科长、军政干部学校大队政委，十八军政治部宣传部副部长、自贡市委宣传部部长。
1950年随十八军进藏，历任西藏军区政治部秘书处处长、宣传部部长，西藏公学副校长（1957.12－1965.10）、党委副书记、党委书记（1958.11－1966.01），西藏民族学院党委书记（1966.01－1966.05）、副院长，陕西师范大学革委会副主任，西藏自治区党委办公室主任，西藏民族学院党委第一书记、第一副院长。
1979年8月任西藏自治区人大常委会副主任。1984年6月离休。2002年1月享受正省级医疗待遇。
2011年4月6日在咸阳逝世，享年95岁。